# レットキス

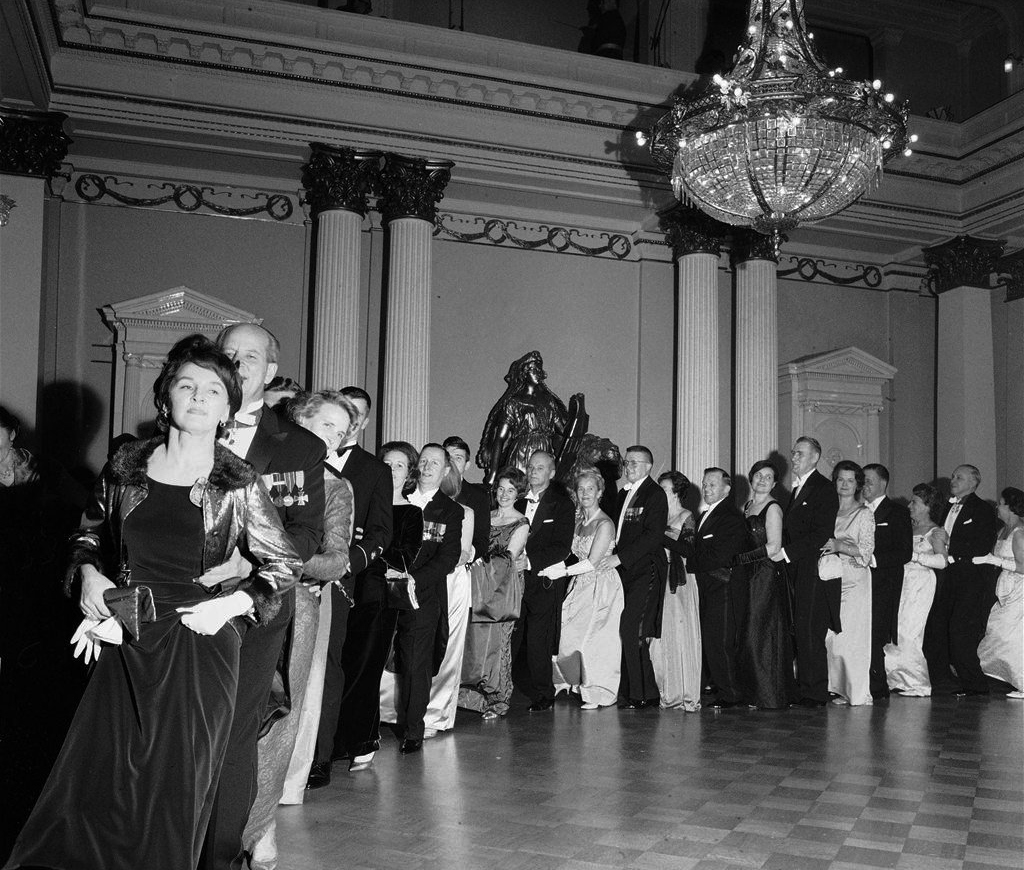
レットキス

「レットキス」 (Letkis) は、フィンランドの民謡、および、その曲に合わせて踊るジェンカ（フィンランドのフォークダンス）である。日本ではレッツキス、レットキッスともいう。
作曲はラウノ・レティネン（Rauno Lehtinen）。フィンランドで1960年代にはやった流行歌であり、日本ではコロブチカやオクラホマミキサー、マイム・マイム などと並ぶ、最も有名なフォークダンスである。
フィンランド語の発音はレトキッスに近い。「列になって踊ろう」の意味。フィンランド語ではレトカイェンッカ (Letkajenkka) とも。単にジェンカ (Jenkka) とも。

## 踊り方
「列になって踊ろう」の意のごとく、前後に連なって踊る。後ろの人は前の人の、腰か肩を軽く掴んで列を作る。踊りはごくシンプルで、
1. 左足を、右斜め前に出し、戻す。2回繰り返す。
2. 右足を、左斜め前に出し、戻す。2回繰り返す。
3. 前方へ、飛び跳ねて1歩ぶん進む。
4. 後方へ、飛び跳ねて1歩ぶん退く。
5. 前方へ、飛び跳ねて進む。3回進む。

以下、この「左足・左足、右足・右足、前、後、前・前・前」を繰り返す。ちなみに坂本版では、歌詞には収録されていないがこの踊り方が曲に合わせてラップのように語られている。
ゲームの場合は、曲が止まったところで、先頭の人が一番近くの別の列の先頭の人とじゃんけんをし、負けた方が後ろに着く。最後に列が一本になったところで終了し、そのとき先頭だった者が勝者となる。

## 日本での歌唱
日本においては、1965年になかにし礼による訳詞を青山ミチが歌い「レットキス (Let Kiss)」としてレコードが発売された。また、1966年には坂本九が、永六輔の作詞で「レット・キス （ジェンカ）」の曲名でカバーして、これをきっかけに日本中でジェンカが踊られるようになる。
なお、坂本によるカバーは1966年9月に「ジェンカ」という曲名で発売されたが、同11月に曲名を「レットキス （ジェンカ）」と微妙に変更して再発売されている。いずれにしても、坂本によるカバーは1967年5月までにレコード売上が60万枚を突破し、同月8日に60万枚突破記念パーティが開催された。坂本にとっても久々の大ヒットとなった。その年の大晦日に行われた「第17回NHK紅白歌合戦」でも、坂本によって「レッツ・キス」と題して歌唱された。また、ヨーロッパの「Go! Bop!」レーベルから発売されたアルバム『Sukiyaki and Other Japanese Hits』の2017年版では、曲名（英語表記）を「Let's Kiss Jenka」としている。
さらに2008年には、橋幸夫がシングル「いのちのうた（コロブチカ）」のカップリングとして、亜蘭知子の訳詞で「ジェンカ」の曲名でカバーした。同曲は映画「クレヨンしんちゃん 爆盛!カンフーボーイズ〜拉麺大乱〜」の挿入歌として前奏等も含めたフルコーラス使用されており、クライマックスで壮大な群舞が描写された。また日本テレビの『嗚呼!!みんなのどうぶつ園』のエンディングテーマにも使用されている。
2017年には、ザ・ビートガールズがアルバム『恋する気持ちはワークワク』の中で、青山ミチ版を「レットキス (Letkiss) 」の曲名でカバーした。
その他、「ジェンカ」の曲名で井原たかしが作詞したものが存在する。
坂本九ゆかりの茨城県笠間市にある駅では、この曲が発車メロディに採用されている。
- 2012年7月24日から、JR岩間駅2番線で採用
- 2014年4月29日から、JR笠間駅2番線で採用

### 青山ミチ盤
| #  | タイトル                             | 作詞                    | 作曲               | 編曲     | 時間 |
| -- | ------------------------------------ | ----------------------- | ------------------ | -------- | ---- |
| 1. | 「レットキス (Let Kiss)」            | なかにし礼 （日本語詞） | ラウノ・レティネン | 中島安敏 | 2:57 |
| 2. | 「すてきなジェンカ (Jaakon Jenkka)」 | 福生ひろし （日本語詞） | ヤーッコ・サロ     | 中島安敏 | 2:17 |

### 坂本九盤
| #  | タイトル                                     | 作詞                | 作曲               | 編曲     | 演奏                             |
| -- | -------------------------------------------- | ------------------- | ------------------ | -------- | -------------------------------- |
| 1. | 「レットキス (ジェンカ) (LETKIS)」           | 永六輔 （日本語詞） | ラウノ・レティネン | 前田憲男 | 小俣尚也とドライヴィング・メン   |
| 2. | 「皆んなで笑いましょ (MINNA DE WARAIMASYO)」 | 河野洋              | 齋藤太朗           | 前田憲男 | 東芝レコーディング・オーケストラ |

## ANNのジェンカ企画
鴻上尚史は、1983年から1985年にかけてニッポン放送のラジオ番組『オールナイトニッポン』金曜2部を担当していた当時、番組終了後に日比谷公園に集まったリスナーとこの曲を踊ることを恒例としていた。この際、リスナーに日比谷公園に集まるよう番組で呼びかけることは無届け集会として警察等の取締対象になる恐れがあったため、鴻上は「俺は番組が終わったらジェンカを踊りたいが、お前らは絶対に来るな」と番組でリスナーに呼びかけ、建前上「自然発生的にリスナーが集まっただけ」という形態を取っていたという。それでも集まるリスナーの数は増え続け、ピーク時には300人を超えていたとも言われている。

## CM
当曲はメジャーであることも手伝って、これまでに日本のいくつかのテレビCMで使用された。
- 1975年頃、坂本九出演の日立の電子レンジ「ククレット」CMでは、坂本の歌唱で当曲の替え歌によるCMソングが歌われた。
- 1993年に加藤茶と三浦友和が義理の親子（加藤はドリフのコントで演じるハゲ親父に扮した）という設定で共演したサントリー冷撰洋酒のCMでは当曲のインストが使われた。
- 2000年頃、JR西日本「ジパング倶楽部」のCMで当曲の替え歌が用いられていた。
- 2005年、ソーシャルネットワークサービス「jenka.com」のCMで用いられる。
- 2008年、お笑い芸人の柳原可奈子が出演するたかの友梨ビューティクリニックのCMで使用された。また、同じスポンサーで2012年には芦田愛菜の出演するCMでも使用された。
- 2014年11月よりベネッセコーポレーションのＣＭで当曲のインストロメンタルが採用されている。